# 目子媛
目子媛（?—?），乃是日本第26代天皇的继体天皇的夫人。
尾張目子媛一名色部，尾張氏首長尾張草香之女，姓連。目子媛是继体天皇即位之前娶的夫人。雄略天皇10年（466年）目子媛生第27代安閑天皇、雄略天皇11年（467年）目子媛生第28代宣化天皇。继体天皇元年（507年）三月，目子媛被封為妃。继体天皇娶第24代天皇仁賢天皇之女手白香皇女为皇后，继体天皇3年（509年），手白香皇女生第29代欽明天皇。